# 阿尤布王朝
阿尤布王朝（阿拉伯语：الأيوبيون），又稱阿尤布苏丹国，是12世紀—13世紀統治埃及、敘利亞、葉門的伊斯蘭教王國。該王朝由库尔德人建立，全盛時期的版圖延伸至聖城麥加與北伊拉克。由阿尤布、谢尔库赫兄弟帶領的阿尤布家族原先是赞吉王朝的士兵，后來在阿尤布之子、埃及民族英雄萨拉丁帶領下获得了独立地位。
薩拉丁於1169年成為埃及總督。1171年，萨拉丁在阿拉伯帝国法蒂玛王朝末代哈里发死后解散法蒂玛王朝，建立了阿尤布王朝。薩拉丁花费了接下来的十余年去東征西討，到了1183年，王朝佔有埃及、叙利亚、北部美索不达米亚、漢志、也门及西至突尼斯的北非沿岸。在1187年的哈丁战役中，又取得对耶路撒冷王国的胜利，但是不久以后十字军又重新控制了巴勒斯坦的海岸线。
萨拉丁逝世后，他的兒子們爭奪對王朝的控制權，最終由薩拉丁之弟阿迪勒一世於1200年登上蘇丹的寶座。但自從1250年代起，尤其是蒙古人在1260年取得对阿尤布王朝的控制之後，王朝愈加衰微。在蒙古人离开以后，阿尤布王朝僅存哈马一隅，直到1341年其最后一任统治者被馬木留克王朝罷黜才正式滅亡。
尽管时间短暂，但是阿尤布王朝开创了一个经济繁荣的时期，并且使得伊斯兰世界的文明再一次兴盛。

## 历史

#### 起源
阿尤布王朝的祖先是纳吉·爱德-丁·阿尤比。他属于一个开始居住于一个叫德文的北亚美尼亚城镇的库尔德部落。他属于拉瓦迪亚的部落，本为哈达巴尼部落的分支。拉瓦迪亚是在德文地区支配性的库尔德部落。

#### 擴張
從薩拉丁逝世後，他的兒子們爭奪對王朝的控制權，最終由薩拉丁之弟阿迪勒一世於1200年登上蘇丹的寶座，但此後阿尤布王朝連年的戰事和對拜占庭帝國的戰爭使其日益衰弱。

#### 馬木留克的崛起及埃及的失陷
1248年，一支由1800艘船艇組成的十字軍艦隊抵達塞浦路斯，意圖發動第七次十字軍東征及佔領埃及。這支軍隊的指揮者法王路易九世試圖聯合蒙古人進攻埃及，當此事未能實現後，十字軍改為駛往埃及的達米埃塔登陸。正在敘利亞的阿尤布聞訊後，立即趕返埃及。他在曼蘇拉組織了一支軍隊，又組建了一支突擊隊纏擾十字軍。
阿尤布不久病逝，其妻沙贾尔·杜尔與巴赫里馬木留克將領們，包括拜巴爾及艾伯克，成功抵擋十字軍的攻勢，又切斷十字軍從達米埃塔的補給線，最終迫使十字軍投降，路易九世被俘。
新任蘇丹穆阿扎姆·图兰沙在戰爭勝利後就疏遠馬木留克，結果於1250年4月被叛變的巴赫里馬木留克人殺害。艾伯克與沙贾尔·杜尔結婚後，接收了埃及的政權。

#### 统领阿勒頗
在敘利亞的安-纳昔尔·优素福（An-Nasir Yusuf）是薩拉丁的曾孫，有意恢復阿尤布家族薩拉丁一脈的最高地位，成功取得所有以敘利亞為根據地的阿尤布王族的支持，與埃及的新統治者對立。优素福的統治範圍從美索不達米亞的哈布爾河延伸至西奈半島。他於1250年12月進攻埃及，雖然在兵力及裝備上佔優，卻被艾伯克打得大敗。优素福返回敘利亞後，慢慢失去對敘利亞的控制。
1253年4月，雙方簽訂條約，馬木留克可保有埃及和巴勒斯坦直至納布盧斯（但不包括該地）的土地，而安-纳昔尔·优素福則被確認為穆斯林敘利亞的統治者。其後衝突再起，新的條約達成，這次优素福取得原先由馬木留克佔有的巴勒斯坦土地，不過他把耶路撒冷交給一個叫庫圖克的馬木留克人，又把納布盧斯和杰寧交給拜巴爾。
1257年初，艾伯克被殺，由他的15歲兒子曼苏尔·阿里繼位。在敘利亞的巴赫里·馬木留克向安-纳昔尔·优素福施壓，要求他侵入埃及進行干涉。优素福擔心巴赫里如果取得埃及就會篡奪他的王位，所以沒有行動。

#### 蒙古的征服
1258年，伊儿汗旭烈兀对叙利亚发起攻击，并于次年1月24日占领了阿勒颇。安-纳昔尔得知阿勒颇的失陷后，从首都大马士革外逃至埃及。3月，怯的不花攻占大马士革。阿尤布王朝至此名存实亡，仅统治着哈马一隅。
随着1259年蒙哥的过世，伊儿汗回军参与到蒙古帝国汗位继承争端之中，怯的不花继续进攻巴勒斯坦，直到隔年他在阿音札鲁特战役中被新興的馬木留克王朝击败而死。

### 殘餘勢力
阿尤布人的哈桑凱伊夫公国仍统治着东南部安纳托利亚。1334年，伊儿汗国的附庸阿爾圖格王朝对哈桑凯伊夫进行了一场不甚成功的战争，但最终迫使阿尤布人割让了底格里斯河左岸。
1341年，阿尤布王朝最後一任的統治者被馬木留克王朝罷黜，哈馬正式納入馬木留克王朝的統治之下。
14世纪，阿尤布人重建了哈桑凯伊夫城作为据点，直到16世纪早期被土耳其的奥斯曼帝国吞并。